# 楠竹山镇
楠竹山镇，是中华人民共和国湖南省湘潭市雨湖区下辖的一个乡镇级行政单位。

## 行政区划
楠竹山镇下辖以下地区：
永丰社区、丁字社区、团结社区、新桥社区、爱国桥社区、楠竹社区和罗金塘村。